# Jan Marcus Marci
Jan Marcus Marci, česky Jan Marek Marci z Kronlandu, lat. Ioannes Marcus Marci (13. června 1595, Lanškroun – 10. dubna 1667, Praha), byl renesanční lékař, fyzik a matematik, jeden z posledních českých polyhistorů.

## Život
Původním jménem Jan Marek Markův (či Marků). Podoba Marci je latinizovanou variantou příjmení. 
Jeho otec, známý jako Marek Lanškrounský, byl zámeckým purkrabím ve službách Pernštejnů. V roce 1601 se rodina přestěhovala do Litomyšle. Jan Marek studoval na jezuitských školách, nejprve na gymnáziu v Jindřichově Hradci, na koleji v Olomouci filozofii a teologii. V roce 1616 byl promován magistrem filozofie.  Zajímal se o jazyky, přírodní vědy, geometrii a matematiku. Jezuitou se nakonec nestal a s podporou Zdeňka Vojtěcha Popela z Lobkovic vystudoval lékařskou fakultu Pražské university. Důvodem tohoto kroku mělo být jeho chatrné zdraví a komplikovaná oční choroba.

### Lékařská praxe
V roce 1625 získal v Praze doktorát medicíny a současně byl jmenován mimořádným profesorem na lékařské fakultě. V roce 1626 byl jmenován zemským fyzikem (osobou pověřenou lékařským dohledem) Království českého a roku 1630 se stal řádným profesorem na Pražské univerzitě. Od roku 1638 zde zastával nepřetržitě až do své smrti v roce 1667 děkanský úřad. Vedle své profesury vykonával rozsáhlou lékařskou praxi, byl osobním lékařem dvou císařů – Ferdinada III. Habsburského a Leopolda I. Jako lékař doporučoval střídmou stravu, dával přednost rostlinným lékům a jeho specialitou byly pilulky proti ženské sterilitě. Byl stoupencem tělesných cvičení a odpůrcem nadměrného pouštění krve.  Ve svých spisech se zabýval např. úlohou dědičnosti, symptomy padoucnice a duševními chorobami.  Jeho práce Idearum operatritium idea (Teorie tvůrčích idejí) z roku 1635, na svou dobu velmi pokroková,  vzbudila značnou pozornost, ale současně i nelibost v okruhu jezuitských teologů (Roderigo de Arriago). Přitom byl důvěrným  přítelem Bohuslava Balbína, kterého vyléčil z těžké nemoci.  V roce 1636 se se spisem seznámil anglický lékař William Harvey, když jako člen delegace krále Karla I. projížděl Prahou  do Vídně. Jan Marek byl stoupencem jeho teorie krevního oběhu.  Roku 1640, když doprovázel Šternberky, navštívil Řím a roku 1642 byl zvolen Karlovou univerzitou za komisaře s cílem urovnání dlouholetých sporů mezi Karolinem a Klementinem. Po útoku Švédů na Prahu roku 1648 inicioval obnovení studentské legie a sám se stal jedním z jejích důstojníků. Jeho věhlas byl znám i mezi Švédy, kteří Markových služeb příležitostně využívali. Marci pečoval např. o Františka ze Šternberka vážně raněného při švédském vpádu na Malou Stranu, jenž ale navzdory jeho péči zemřel. Krátce nato jej švédský generál Arvid Wittenberg požádal, aby léčil jeho těžce nemocnou manželku, která navzdory jeho péči zemřela v srpnu 1648. Počátkem října 1648 byl Švédy na Malé Straně zadržen a propuštěn teprve nedlouho před koncem obléhání, začátkem listopadu 1648. K této době se vztahuje i příhoda, kdy se vracel od nemocné zpět do Prahy. Nezvolil však stejnou cestu přes Malou Stranu jako při cestě do švédského tábora. Vydal se po druhém břehu Vltavy k Vyšehradu. Když hlídka v bráně spatřila kočár, mylně jej považovala za švédskou delegaci, proto začala s palbou. Naštěstí Jan Marcus Marci zraněn nebyl, ale padl jeden kůň ze spřežení.
Po uzavření Vestfálského míru byl Marci roku 1649 jmenován císařským radou. V roce 1654 mu byla císařským dekretem  udělena hodnost falckrabího (Comes palatinus).  V roce 1658 se stal osobním lékařem císaře Leopolda I., opakovaně byl děkanem lékařské fakulty. Po vytvoření Karlo-Ferdinandovy univerzity roku 1654 se stal protektorem světských fakult a roku 1662 byl zvolen rektorem. Ve stejném roce mu bylo také nabídnuto místo profesora na oxfordské univerzitě, však kvůli svému chatrnému zdraví musel nabídku odmítnout. Zemřel v Praze roku 1667 po druhé ráně mrtvice. Ačkoli se rozšířila zpráva o tom, že před smrtí vstoupil do jezuitského řádu, není k tomu dostupný žádný relevantní doklad. V celém svém díle se ale řídil jezuitskou rekatolizační dogmatikou, proto vědci postupující newtonovským směrem k jeho dílu přistupovali s apriorní nedůvěrou.
 

Pochován byl  pravděpodobně v kostele svatého Klimenta, ale jeho hrob se nezachoval. Jiné prameny hovoří o tom, že byl pochován v kostele svatého Salvátora.

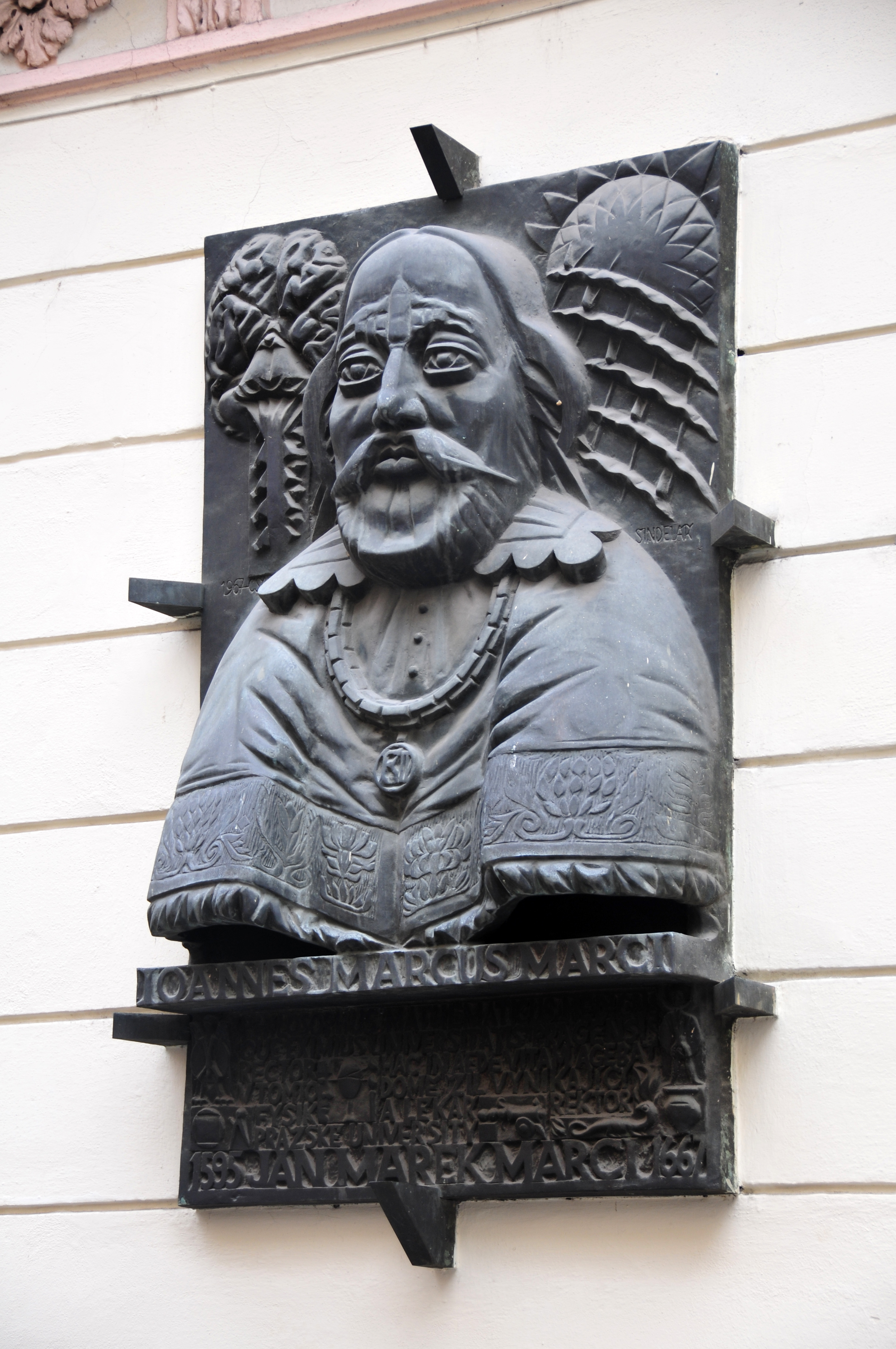
Pamětní busta na domě čp. 472/I

### Osobní život
Jan Marek měl s manželkou z rodu Misseroni pět dětí, nejstarší syn Jan Jiří se narodil v roce 1631. Roku 1635 zakoupil za 5000 zlatých od Hendricha Libštejnského z Kolovrat renesanční dům čp. 472/I U zelené lípy (též U zlaté svině) ve Svatohavelské čtvrti, v Melantrichově ulici 12, bydlel tam až do smrti, Připomíná jej bronzová pamětní deska od Lumíra Šindeláře.Na střeše si Marek nechal vybudovat astronomickou observatoř. Přijal do svého domu kolegu lékaře a vědce Kornelia Pleiera (1595–1646/1649), uprchlého z Coburgu před čarodějnickými procesy.
Po třicetileté válce si zakoupil mlýn v Michli u Prahy, kde v pozdějších letech v létě rád pobýval.

## Nobilitace

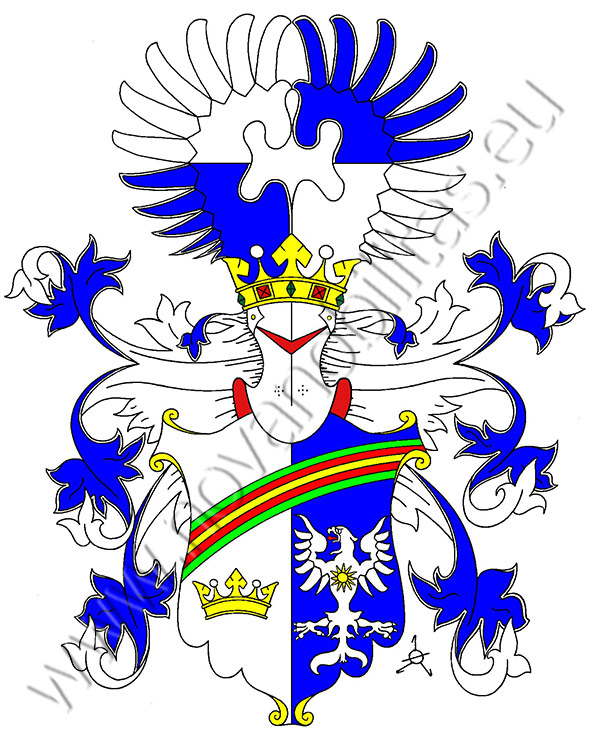
Erb rodu Marci z Kronlandu

Za své zásluhy, které prokázal při obležení pražských měst Švédy roku 1648 byl císařem Ferdinandem III. povýšen 19. října 1654 do českého vladyckého stavu s predikátem z Kronlandu a byl mu udělen erb, ve kterém se objevila i velmi neobvyklá figura – duha, narážka na Marciho studie o lomu a rozkladu světla:
Stříbrno-modře polcený štít. Vpravo zlatá koruna, vlevo stříbrná orlice se zlatým sluncem na prsou. V hlavě štítu, nad oběma figurami, se vidí zeleno-červeno-zlato-červeno-zelená duha. Na štítě stojí korunovaná kolčí přílba s přikryvadly modrými se stříbrnými okraji a stříbrnými. Klenotem jsou dvě křídla – pravé nahoře stříbrné, dole modré se stříbrným okrajem a levé nahoře modré se stříbrným okrajem a dole stříbrné.

## Vědecké objevy
Ve svých spisech přinesl nové matematické metody, v oboru fyziky  prokázal experimentálně vznik duhy, v mechanice se zabýval vztahy sil a pohybu těles a jejich pružností. Proslavil se svými objevy fyzikálními o rázu pružných těles a o lomu světla. Za tyto výsledky byl roku 1667 jmenován dopisujícím členem Královské společnosti nauk v Londýně.
Z problémů čistě matematických ho upoutala kvadratura kruhu. Té věnoval dva spisy De proportione motus figurarum rectilinearum et circuli quadratura ex motu, který vyšel v Praze v roce 1648, a Labyrinthus, in quo via ad circuli quadraturam pluribus modis exhibetur, vydaného v Praze v roce 1654. 
Byl autorem řady odborných studií. Některými svými experimentálními poznatky ve spektroskopii a fyzikální optice předešel Newtona, Grimaldiho a Boylea.

## Rod Marci z Kronlandu
Jan Marek měl řadu potomků. Jeho syn Ludvík učinil roku 1674 závěť ve prospěch své sestry Barbory Cecilie Marci († zřejmě 1680) a odkázal jí mlýn pod vsí Michle (zvaný Pod Michlí) zděděný po otci, který jí měl připadnout po jeho smrti či v případě, že by vstoupil do duchovního řádu. Dalším synem Jana Marka byl Jan Jiří († před 1672), který se roku 1658 stal doktorem lékařství. Oženil se s Juditou Magdalenou z Bavorova (†1675), která se po jeho smrti podruhé provdala za rytíře Adama Šmuhaře z Rochova a roku 1672 prodala své švagrové Barboře Cecilii Marci čtvrtinu mlýna řečeného Pod Michlí, který byl zřejmě posledním větším rodovým majetkem.

## Marciho odkaz v současnosti
Jméno Jana Marka Marci nese od roku 1990 Spektroskopická společnost, která vznikla jako Sdružení pro výzkum ve spektrální analyse při Ústavu chemické metalurgie a metalografie Vysoké školy chemicko-technologického inženýrství Českého vysokého učení technického roku 1954. Společnost uděluje od roku 1977 za přínos k poznání ve spektroskopii Medaili Jana Marka Marci z Kronlandu. Jménem Jana Marka Marci byl také roku 1970 pojmenován měsíční kráter o průměru 25 km ležící v poloze 22,6 N a 167,0 W.
Marciho obsáhlá korespondence byla v roce 2024 zpracována v kritické dvojjazyčné edici, kterou vydalo vydavatelství Filosofia.

## Dílo
- Idearum operatritium idea, 1635 –  Teorie tvůrčích idejí aneb předpoklad o odhalení oné skryté síly, která semena oplodňuje a z nich organická těla utváří.
- De proportione motus seu regula sphygmica ad celeritatem et tarditatem pulsuum, 1639 – O úměrnosti pohybů čili pravidlo nárazové. Základy mechaniky pevných těles. Poznatky fyziky spojil s lékařskými myšlenkami. Navrhl přístroj, kterým by se dala měřit rychlost tepu s použitím kyvadla.[4]
- Thaumantias seu liber de arcu coelesti deque colorum apparentium natura, ortu et causis, Praha, typis Academicis, 1648 (reprint Cimelia pragensia 3, 1968) – Významný příspěvek k vývoji optiky. Popsal jevy, kterými se zabývá vlnová optika.[3]
- De proportione motus figurarum rectilineaurum et circuli quadratura motu, 1648
- De longitudine seu differentia inter duos meridianos, 1650
- De angulo, quo iris continetur, 1650 – O úhlu vzniku duhy
- Dissertatio in propositiones physico-mathematicas de natura iridis, 1650 – O fyzikálně matematických principech duhy
- Labyrinthus, in quo via ad circuli quadraturam pluribus modis exhibetur, 1654 - O kvadratuře kruhu
- Philosophia vetus restituta, 1662 – O obnově starověké filosofie
- Liturgia mentis seu Dissertatio de natura epilepsiae, illius ortu et causis, 1678
- Othosophia seu philosophia impulsus universalis, 1683

## Zajímavosti
- Za počátky spektroskopie bývá někdy považován rok 1666, kdy Isaac Newton rozložil pomocí hranolu bílé světlo na spektrum. Nicméně už v roce 1648 vysvětlil Jan Marek Marci z Kronlandu vznik duhy. Na jeho počest dnes nese jeho jméno Spektroskopická společnost Jana Marka Marci.[15]
- Jméno Jana Marcuse bylo umístěno pod okny Národního muzea v Praze spolu s mnoha dalšími, viz Dvaasedmdesát jmen české historie.
- Na Markovu počest byl pojmenován kráter Marci na odvrácené straně Měsíce.

### Vojničův rukopis
Marci získal po smrti alchymisty Jiřího Bareše (Georgius Barschius) z jeho pozůstalosti záhadnou knihu nazývanou dnes Voynichův manuskript. Po určitém čase ji odeslal ke zkoumání učenému jezuitovi Athanasiu Kircherovi, odborníku na koptštinu. Průvodní Marciho dopis je datován 19. srpna 1666 nebo snad 1665.